# Моквин (Малолюбашанська сільська громада)
Мокви́н — село в Україні, у Рівненському районі Рівненської області. Населення становить 196 осіб. 

## Виникнення населеного пункту. Походження назви, розташування
Поселення звалося Вовче. Назва, за розповідями старожилів, виникла через велику кількість вовків, що водилася в зарослих лісах. Пізніше село перейменували в с. Моквин.
Станція Моквин знаходиться від колишнього районного центру (м.Костопіль) по залізниці — 12 км, а по асфальтованій дорозі — 20 км в напрямку на північний схід.

## Історія села Моквин
Серед віковічних лісів, створювалося наше село разом з будівництвом залізниці Рівне-Сарни.
Поселення звалося Вовче. Ця назва збереглася ще в документах датованих 1912 роком. У лісових хащах водилися вовки-сіроманці через це ліс та хутір вирішили назвати Вовчим. Згадка про Вовче лишилася в назвах урочищ Вовчий брід.
В 20-х р ХХ ст. з'явилася назва Моквин (за анологією до надслучанського Моквина, що на Березнівщині).
Лексема «Моквин», походить від слова «моква», що означає болото.

## Природні зони. Пам'ятки природи
Природна зона села — мішані ліси. Соснові бори обступають село з пн. заходу. Подекуди, як домішка, тут зустрічають дуб, береза, граб.
На пд. заході протікає річка Зульня, яка дуже замулена і часто влітку перетворюється в невеликий рівчак.

## Історично—архітектурні пам'ятки на території населеного пункту
На території нашого села залишилася згадка про тяжкі роки війни. Архітектурна пам'ятка — могила невідомого солдата, якого було вбито під час нальоту німецького літака на санітарний ешелон в лютому 1944 р. Бійця похоронили поблизу вокзалу. Ім'я солдата не вдалося встановити, бо документів при ньому не було.

## Відомі особистості пов'язані з історією села, народні умільці, майстри декоративно-ужиткового мистецтва
У справу Великої Перемоги України над німецько-фашистськими загарбниками внесли свій вклад моквинці:
- Дуда Григорій Іванович, ювілейні медалі.
- Стопченко Дмитро Павлович. Медалі «За відвагу», «3а перемогу над Німеччиною», ювілейні медалі.
- Никитюк Лукаш Васильович, ювілейні медалі.
- Тарасевич Петро Степанович, медалі.
- Челей Василь Лукашевич, ювілейні медалі

а також Павло Степанович Мальчик, Андрій Павлович Цибуляк, Микола Іванович Дідух, Василь Степанович Шнайдер, Григорій Григорович Дідух та ін.
Славиться село своїми відомими літераторами:
1. Пушко-Гуріна Катерина Василівна, яка створила збірку віршів «Я книгу життєву листаю»
2. Ващук Тетяна збірка поезії «Я босоніж ішла…»

На сьогоднішній день в селі проживає велика кількість народних умільців серед них: Лесюк М.Я — ручне плетіння коврів, Левчук Н.Я — сама тче полотняні рушники, Таргоній В.Ф — вишивальниця, Шамбір А.Г — вишивальниця, Левчук Г., Бинько О., Никончук А. — народні умільці, які займаються кошикоплетінням, Фесюк Олександр - майстер з виготовлення меблів.
Є також в нашому селі художній колектив жіночого ансамблю «Союз Українок».

## Сучасний стан
На сьогоднішній день в селі є: Моквинське лісництво, побудовані магазини, Моквинська пошта, Моквинській та Яснобірський фельдшерсько-акушерський пункт, Яснобірський клуб, Моквинська загальноосвітня школа І — ІІ ступенів, та бібліотека. Моквинську станцію прикрасив нещодавно реставрований сучасний залізничний вокзал.
Село належить до Мирненської сільської ради [Архівовано 20 квітня 2019 у Wayback Machine.] .
Є також дві церкви: Українська православна церква Київського патріархату ікони «Несподівана радість», Православна церква Московського патріархату «Святодухівська»